# Nobitz
Nobitz ist eine Gemeinde im Landkreis Altenburger Land in Thüringen. Sie ist mit mehr als 7100 Einwohnern die viertgrößte Kommune des Landkreises nach den Städten Altenburg, Schmölln und Meuselwitz und außerdem die flächengrößte.
Bekannt ist Nobitz vor allem als Standort des 1913 errichteten Leipzig-Altenburg Airport, der auch als Flughafen Altenburg-Nobitz bekannt ist.

## Geografie
Nobitz liegt etwa 1 km östlich der Stadt Altenburg am Rande der Leipziger Tieflandbucht.

### Nachbargemeinden
|           | Windischleuba Altenburg                     |                                                           |
| Altenburg | Kompassrose, die auf Nachbargemeinden zeigt | Langenleuba-Niederhain                                    |
| Schmölln  | Oberwiera Schönberg Gößnitz                 | Göpfersdorf Penig Limbach-Oberfrohna Waldenburg Oberwiera |

### Gemeindegliederung

Gemeindegliederung (Gemarkungen)

| Datum             | Orte | Einwohner                                                                      |
| ----------------- | --- | ------------------------------------------------------------------------------ |
|                   | Nobitz | 870                                                                            |
| 1926              | Niederleupten | 182                                                                            |
| 1. Juli 1950      | Münsa (mit Polnischer Hütte) | 86                                                                             |
| 1. Januar 1960    | Kotteritz | 158                                                                            |
| 1. Januar 1973    | Klausa 0Garbus | 354 41                                                                         |
| 1. Januar 1973    | Oberleupten 0Priefel 0Hauersdorf | 68 6 39                                                                        |
| 6. Mai 1993       | Wilchwitz 0Kraschwitz | 475 91                                                                         |
| 8. März 1994      | Ehrenhain (mit Heiersdorf) 0Nirkendorf 0Oberarnsdorf 0Dippelsdorf | 798 104 109 48                                                                 |
| 31. Dezember 2012 | Saara 0Bornshain 0Burkersdorf 0Gardschütz 0Gieba 0Gleina 0Goldschau 0Gösdorf 0Großmecka (mit Kleinmecka) 0Heiligenleichnam 0Kaimnitz 0Lehndorf 0Löhmigen 0Löpitz 0Maltis 0Mockern 0Podelwitz 0Runsdorf 0Selleris 0Taupadel 0Tautenhain 0Zehma (mit Friedrichslust) 0Zumroda 0Zürchau | 201 147 96 60 68 84 86 94 28 41 14 227 75 8 49 507 199 82 94 202 34 235 83 126 |
| 6. Juli 2018      | Frohnsdorf (mit Wiesebach) | 246                                                                            |
| 6. Juli 2018      | Jückelberg 0Flemmingen 0Wolperndorf | 30 180 80                                                                      |
| 6. Juli 2018      | Ziegelheim (mit Thiergarten) 0Engertsdorf (mit Heiersdorf) 0Gähsnitz 0Niederarnsdorf 0Uhlmannsdorf | 500 180 50 60                                                                  |

## Geschichte
Nobitz ist eine slawische Gründung, die Kirche im Dorf Nibodiz wird in einer Zinsurkunde des Zeitzer Bischofs Udo II. aus dem Jahr 1166 erstmals erwähnt. Von 1143 bis 1388 ist ein Adelsgeschlecht von Nab(e)dicz mehrfach urkundlich nachgewiesen. Im 12. und 13. Jahrhundert lag die Lehnsgerechtigkeit bei den Burggrafen von Altenburg und nach deren Aussterben im Jahr 1329 bei den Burggrafen von Leisnig. Von 1400 bis 1623 befand sich das Rittergut Nobitz im Besitz der Familie von der Gabelentz. Danach die Familie von Zechau, Kanzler Dr. Bernhard Bertram, von Thumbshirn und die von Zehmens. 1742 erbte Sophie Elisabeth von Lindenau, geb. v. Zehmen, das Rittergut Nobitz und befand sich seit dem im Besitz der Familie v. Lindenau.
Im Schmalkaldischen Krieg wurde Nobitz 1574 von kaiserlichen Husaren geplündert und gebrandschatzt, ebenso im Dreißigjährigen Krieg 1631 und 1634. Im Jahr der Völkerschlacht 1813 waren 2.800 russische Soldaten in Nobitz einquartiert. Nachdem die alte Kirche am 22. Juli 1819 durch Blitzschlag beschädigt worden war und ohnedies für die Gemeinde zu klein geworden war, wurde sie im Jahr 1822 abgetragen und der Grundstein zu einem neuen Kirchbau gelegt. Nach einer ungewöhnlich langen Bauzeit – so stürzte auf Grund von Projektierungsmängeln der fast fertige Neubau am 18. Oktober 1823 ein – konnte die Kirche erst am 29. September 1829 geweiht werden.
Die Orgel wurde 1826 von Christian Friedrich Poppe aus Roda (heute Stadtroda) gebaut. Sie umfasst 26 klingende Stimmen auf zwei Manualen und Pedal, ist aber heute wegen fehlender Wartung unspielbar. Sechs (nach anderen Quellen neun) Register sind aus dem Vorgängerinstrument, das 1746 von Heinrich Gottfried Trost erbaut wurde, in diese Orgel übernommen worden.
Nobitz gehörte zum wettinischen Amt Altenburg welches ab dem 16. Jahrhundert aufgrund mehrerer Teilungen im Lauf seines Bestehens unter der Hoheit folgender Ernestinischer Herzogtümer stand: Herzogtum Sachsen (1554 bis 1572), Herzogtum Sachsen-Weimar (1572 bis 1603), Herzogtum Sachsen-Altenburg (1603 bis 1672), Herzogtum Sachsen-Gotha-Altenburg (1672 bis 1826). Bei der Neuordnung der ernestinischen Herzogtümer im Jahr 1826 kam Nobitz wiederum zum Herzogtum Sachsen-Altenburg. Nach der Verwaltungsreform im Herzogtum gehörte der Ort bezüglich der Verwaltung zum Ostkreis (bis 1900) bzw. zum Landratsamt Altenburg (ab 1900). Nobitz kam im Jahr 1918 zum Freistaat Sachsen-Altenburg, der 1920 im Land Thüringen aufging. Ab 1922 gehörte Nobitz zum Landkreis Altenburg.

### Zeit des Nationalsozialismus
Während des Zweiten Weltkrieges wurden in den Lagern der Firma I.G.Schmidt in Kotteritz, Lager Altenburg XIV, Stammlager IV E und F 490 Kriegsgefangene und Zwangsarbeiter aus der Sowjetunion und Großbritannien untergebracht, die auf dem Fliegerhorst für die Führung des Luftkriegs arbeiten mussten. Gebeine von Verstorbenen wurden nach Kriegsende auf dem Ehrenfriedhof von Altenburg beigesetzt. Drei ungarische Jüdinnen, die an den unmenschlichen Haftbedingungen starben, sind auf dem Nobitzer Friedhof beigesetzt.

### Bernsteinzimmer im Leinawald
Das seit dem Zweiten Weltkrieg als verschollen geltende Bernsteinzimmer wird immer wieder im Leinawald östlich von Nobitz vermutet. Bereits 1964 versuchte der Stasi-Oberstleutnant Paul Enke das Zimmer zu bergen. Im Jahre 1996 unternahm der Amerikaner Norman Scott erneut den Versuch, es zu finden. Thomas Kuschel sucht seit dem Jahr 2006. Im Jahr 2011 wurde die Suche intensiviert; dabei wurde ein Hohlraum in 17 Metern Tiefe gemessen, und nun glaubt er, dort Teile des Zimmers zu finden. Die Spur des Bernsteinzimmers verliert sich im Februar 1945 in Pölzig bei Gera.

### Zeit von 1945 bis zur Gegenwart
Bei der zweiten Kreisreform in der DDR wurden 1952 die bestehenden Länder aufgelöst und die Landkreise neu zugeschnitten. Somit kam die Gemeinde Nobitz mit dem Kreis Altenburg an den Bezirk Leipzig, der seit 1990 als Landkreis Altenburg zu Thüringen gehörte und 1994 im Landkreis Altenburger Land aufging.
Am 29. September 2011 wurde der Vertrag über die Eingliederung der damaligen Nachbargemeinde Saara unterzeichnet. Die Eingliederung erfolgte mit Wirkung vom 31. Dezember 2012. Am 6. Juli 2018 wurden die Gemeinden Frohnsdorf, Jückelberg und Ziegelheim aus der aufgelösten Verwaltungsgemeinschaft Wieratal eingemeindet. Nobitz wurde erfüllende Gemeinde für Göpfersdorf und Langenleuba-Niederhain.

### Einwohnerentwicklung
Entwicklung der Einwohnerzahl nach jeweiligem Gebietsstand (Stand ab 1994 jeweils 31. Dezember):
| - 1583: ca. 200 - 1633: 0186 - 1672: 0259 - 1844: 0506 - 1880: 0626 - 1910: 0917 - 1919: 0947 - 1925: 1.051 - 1933: 1.349 - 1939: 1.389 - 1990: 2.239 | - 1994: 3.920 - 1995: 3.944 - 1996: 3.911 - 1997: 3.948 - 1998: 4.039 - 1999: 4.037 - 2000: 4.006 - 2001: 3.921 - 2002: 3.901 - 2003: 3.880 - 2004: 3.858 | - 2005: 3.789 - 2006: 3.748 - 2007: 3.682 - 2008: 3.640 - 2009: 3.582 - 2010: 3.561 - 2011: 3.445 - 2012: 6.257 - 2013: 6.165 - 2014: 6.073 - 2015: 6.066 | - 2016: 6.048 - 2017: 5.964 - 2018: 7.276 - 2019: 7.256 - 2020: 7.183 - 2021: 7.141 - 2022: 7.127 - 2023: 7.132 |

Datenquelle: bis 1880 Löbe, ab 1994 Thüringer Landesamt für Statistik
Entwicklung der Einwohnerzahl auf dem heutigen Gebietsstand (Stand ab 1990 jeweils 31. Dezember):
| - 1910: 10.218 - 1919: 10.352 - 1933: 10.850 - 1939: 10.736 | - 1990: 9.321 - 1995: 8.980 - 2000: 9.027 - 2005: 8.624 | - 2010: 8.055 - 2011: 7.747 - 2015: 7.442 - 2017: 7.309 |

Datenquelle: ab 1995 Thüringer Landesamt für Statistik

## Politik

### Gemeinderat
Der Gemeinderat setzt sich seit der Kommunalwahl vom 26. Mai 2024 wie folgt zusammen:
| Partei / Liste                     | Sitze | +/− |
| ---------------------------------- | ----- | --- |
| CDU                                | 5     | ± 0 |
| SPD                                | 5     | − 2 |
| Bürgerliste Ehrenhain und Umgebung | 4     | + 1 |
| Freie Wählergemeinschaft Wiera     | 4     | + 1 |
| Die Linke                          | 1     | − 1 |
| Podelwitzer Carnevalsclub e. V     | 1     | ± 0 |
| Gesamt                             | 20    | − 1 |

### Bürgermeister
Kurz nach der Wende war Frank Rösler Bürgermeister von Nobitz. Im Jahr 1998 wurde Martina Zehmisch (parteilos) Bürgermeisterin und 2003 im Amt bestätigt. Sie trat 2009 nicht mehr an und so wurde der SPD-Politiker Hendrik Läbe gewählt. Er wurde am 21. Juni 2015 im ersten Wahlgang mit einer Mehrheit von 83,0 % gegenüber seinem CDU-Mitbewerber und einer Wahlbeteiligung von 60,4 % (- 5,8 %p) im Amt bestätigt. Am 26. Juni 2021 konnte er mit 96,2 % der gültigen Stimmen bei einer Wahlbeteiligung von 26,6 % die Wahl ebenfalls für sich entscheiden.

## Kultur und Sehenswürdigkeiten

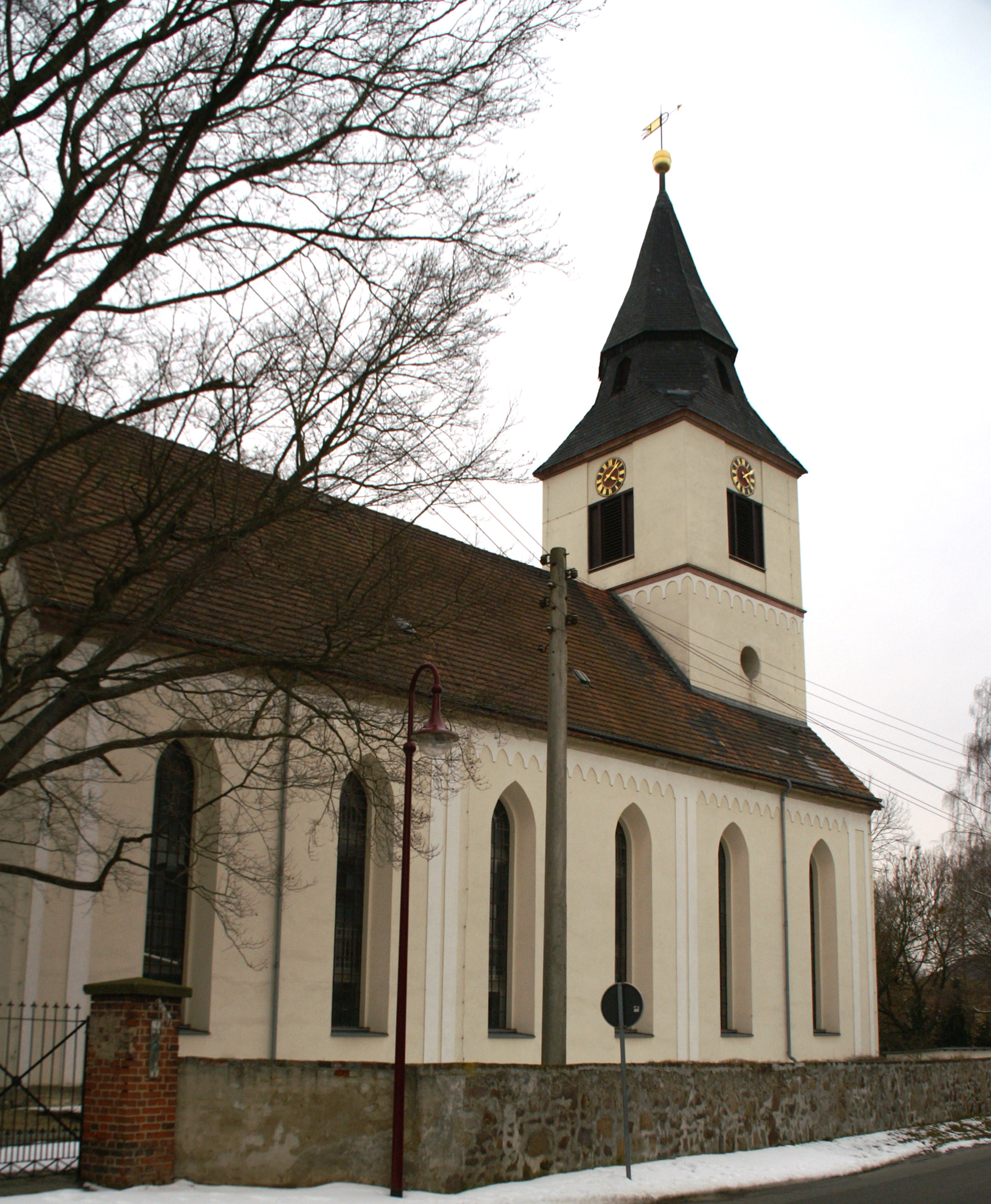
Kirche in Nobitz

Aufgrund des großen Gemeindegebietes existieren in der Gemeinde zahlreiche Sehenswürdigkeiten, vor allem die ländliche Baukunst mit Sakral- und Profanbauten betreffend, aber auch technische Denkmale. Hier zu erwähnen sind vor allem die ortstypischen Altenburger Vierseithöfe, die in nahezu jedem Ortsteil zu finden sind. Besonders erwähnenswert ist der 1649 errichtete Hof Bauch in Ehrenhain mit eingerichtetem Heimatmuseum sowie als weiteres Zeugnis bäuerlicher Baukunst das älteste Fachwerkhaus des Altenburger Landes von 1564/65 in Gieba. Bedeutende technische Denkmale sind die Viadukte der stillgelegten Bahnstrecke Altenburg–Narsdorf, mit dem Nirkendorfer und dem Wiesebacher Viadukt liegen zwei von fünf im Gemeindegebiet. Weiterhin erwähnenswert ist das Werk der ehemaligen Altenburger Wollspinnerei (ALWO) sowie die angrenzende Werksiedlung in Form einer Gartenstadt von 1914 in Kotteritz. Der Ortsteil Wolperndorf ist der östlichste Ort Thüringens und steht durch seine Dorfform mit den Vierseithöfen und der Kirche unter Denkmalschutz. Ein bedeutender Sakralbau befindet sich unter anderem in Nobitz selbst. Die 1829 errichtete Kirche ist eine der wenigen im Stil des Klassizismus errichteten Dorfkirchen Thüringens. Daneben befindet sich in Nobitz noch das Herrenhaus des ehemaligen Rittergutes, in welchem heute die Gemeindeverwaltung untergebracht ist.
Für eine vollständige Darstellung denkmalgeschützter Bauwerke siehe Liste der Kulturdenkmale in Nobitz.
Neben dem Heimatmuseum in Ehrenhain besteht am Flughafen das Museum Flugwelt mit großem Freigelände, auf dem unter anderem zwei MiG-21 zu besichtigen sind.
Bedeutende Veranstaltungsorte sind der „ALWO-Club“ sowie das Flughafengelände. Im Ortsteil Engertsdorf befindet sich der Sitz der Hinteruhlmannsdorfer Komödiantenhof mit einer Bühne aus dem Jahr 1917.

## Wirtschaft und Infrastruktur

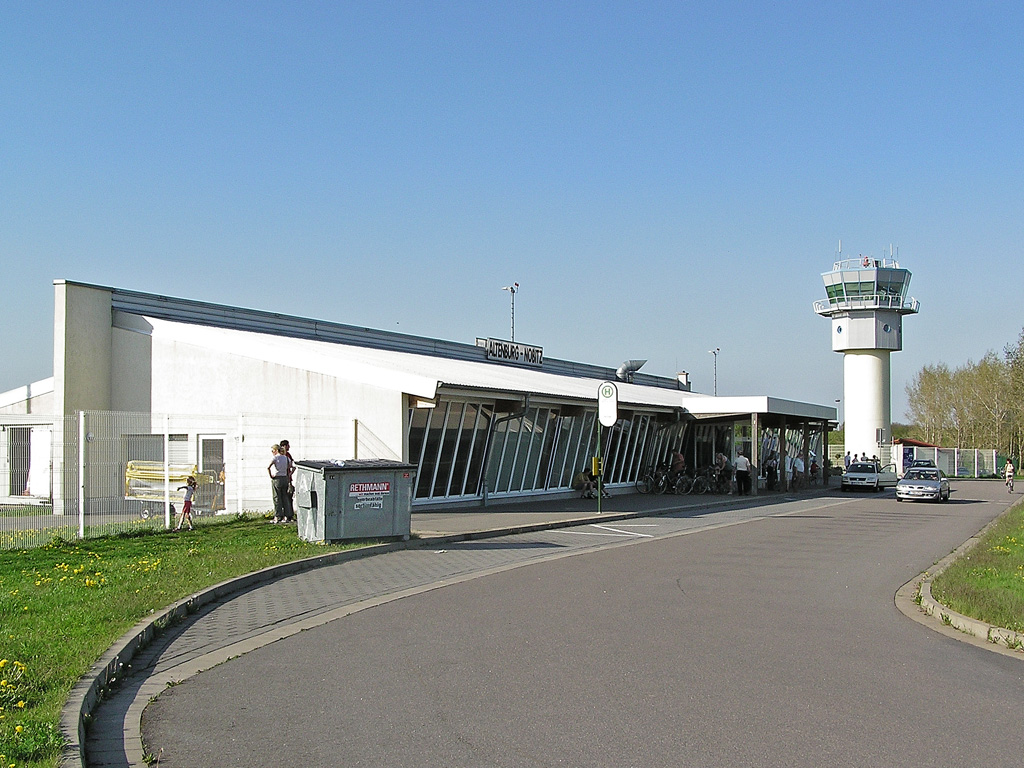
Leipzig-Altenburg Airport

### Verkehr
In Nobitz befindet sich der Leipzig-Altenburg Airport. Durch die Gemeinde führen außerdem die Bundesstraßen 7, 93 und 180, letztgenannte führt direkt durch den Ortsteil Nobitz. Zudem verläuft die Bahnstrecke Leipzig–Hof durch das Gemeindegebiet, an der der Haltepunkt Lehndorf (Kr Altenburg) liegt. Der nächste Eisenbahnhaltepunkt von Nobitz aus war Paditz, welcher 2010 stillgelegt wurde. Bis 1999 besaß Nobitz einen Haltepunkt an der heute stillgelegten Nebenstrecke von Altenburg nach Narsdorf.

### Wasserver- und Abwasserentsorgung
Die Wasserver- und Abwasserentsorgung auf dem gesamten Gebiet der Gemeinde Nobitz übernimmt der Zweckverband Wasserver- und Abwasserentsorgung Altenburger Land.

### Ansässige Unternehmen
Im Ortsteil Kotteritz war die Wollspinnerei Schmidt&Söhne ansässig, die später als Großbetrieb unter dem Namen „VEB Altenburger Wollspinnerei“ (ALWO) für die Textilindustrie und den Heimbedarf in der DDR produzierte. Nachdem nach der Wiedervereinigung die Produktion durch immer neue Besitzerwechsel und mehrere Konkurse nahezu zum Erliegen gekommen war, brachte das Jahr 2004 das endgültige Aus für diesen Betrieb.
Seit dem Jahre 2006 fanden in den alten Werkshallen der Wollspinnerei in regelmäßigen Abständen Tanz- und Musikveranstaltungen statt. Nach einer längeren Umbauphase im Sommer 2008 eröffnete im Dezember 2008 in den alten Katakomben im Keller der Wollspinnerei eine neue Tanz- und Veranstaltungsstätte. Der „ALWO-Club“ ist einer der größten Clubs bzw. Discotheken in Ostthüringen.
Im Ortsteil Ehrenhain wurden ab 1990 Busse der Marke Neoplan montiert. Im Jahre 2006 übernahm Göppel Bus GmbH das Werk, wurde allerdings 2014 nach zweimaliger Insolvenz aufgelöst. Im Jahr 2015 hat sich auf einem Teil des Betriebsgeländes eine Zweigstelle der Gößnitzer Stahlrohrmöbel GmbH angesiedelt.
Am 25. November 1991 wurde der Grundstein für das erste Gewerbegebiet des damaligen Kreises Altenburg am Ortsrand von Nobitz gelegt. Darauf entwickelte sich das Marktkauf-Center, ein Einkaufszentrum.

### Bildung
Nobitz ist Sitz einer Staatlichen Grundschule.

## In Nobitz geborene Persönlichkeiten
- Ernst Müller-Gräfe (1879–1954), Maler und Grafiker
- Karl-Heinrich Schulze (1909–2009), Maschinenbauingenieur und Hochschullehrer
- Frank Beyer (1932–2006), Filmregisseur
- Ralf-Rainer Wasse (1942–2017), Fotograf und Fotografiker
- Michael Buback (* 1945), Chemiker
- Joachim Krause (* 1946), Chemiker, Theologe und Schriftsteller